# Großer Preis von Italien 2008
Der Große Preis von Italien 2008 (offiziell Formula 1 Gran Premio Santander D'Italia 2008) fand am 14. September auf dem Autodromo Nazionale di Monza in Monza statt und war das 14. Rennen der Formel-1-Weltmeisterschaft 2008.

## Berichte

### Hintergrund
Nach dem Großen Preis von Belgien führte Lewis Hamilton in der Fahrerwertung mit zwei Punkten vor Felipe Massa und mit 18 Punkten vor Robert Kubica. In der Konstrukteurswertung führte Ferrari mit zwölf Punkten vor McLaren-Mercedes und mit 24 Punkten vor BMW Sauber.
Mit Rubens Barrichello (zweimal), David Coulthard und Fernando Alonso (jeweils einmal) traten drei ehemalige Sieger zu diesem Grand Prix an.

### Training
Im ersten freien Training setzte Adrian Sutil die Bestzeit, gefolgt von Barrichello und Lokalmatador Giancarlo Fisichella.
Das zweite freie Training schloss Kimi Räikkönen als Schnellster ab. Ihm folgten Kubica und Nick Heidfeld.

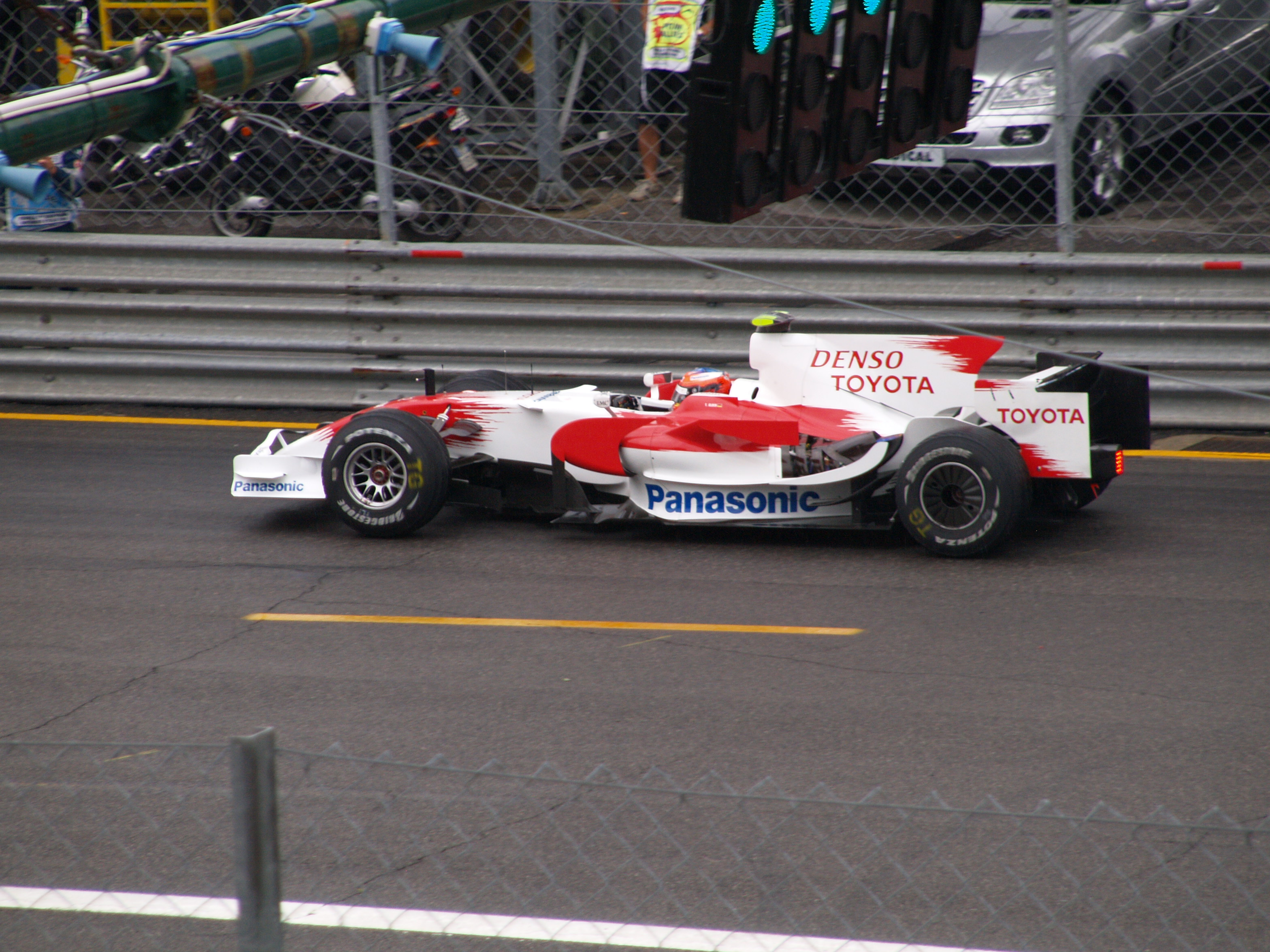
Timo Glock war Schnellster im dritten freien Training

Im dritten freien Training fuhren drei Deutsche die schnellsten Zeiten. Timo Glock sicherte sich die schnellste Zeit vor Sebastian Vettel und Nico Rosberg.

### Qualifikation
Das Qualifying bestand aus drei Teilen mit einer Nettolaufzeit von 45 Minuten. Im ersten Qualifying-Segment (Q1) hatten die Fahrer 18 Minuten Zeit, um sich für das Rennen zu qualifizieren. Die besten 15 Fahrer erreichten den nächsten Teil. Heikki Kovalainen war Schnellster. Jeweils die beiden Honda-Piloten sowie Nelson Piquet, jr., Kazuki Nakajima und Sutil schieden aus.
Der zweite Abschnitt (Q2) dauerte 15 Minuten. Die schnellsten zehn Piloten qualifizierten sich für den dritten Teil des Qualifyings. Vettel war Schnellster. Hamilton, Räikkönen, Coulthard, Fisichella und Kubica schieden aus.
Der letzte Abschnitt (Q3) ging über eine Zeit von zwölf Minuten, in denen die ersten zehn Startpositionen vergeben wurden. Vettel fuhr mit einer Rundenzeit von 1:47,338 Minuten die Bestzeit und sicherte sich so die erste Pole-Position seiner Karriere. Ihm folgten Kovalainen und Mark Webber auf den Plätzen zwei und drei. Im Alter von 21 Jahren und 72 Tagen wurde Vettel zum bis dahin jüngsten Fahrer, der eine Pole-Position erzielt hatte.

### Rennen
Starker Regen vor dem Rennen machte die Strecke sehr rutschig und im Laufe des Tages war mit weiteren Regenfällen zu rechnen. Die Lufttemperatur an der Strecke betrug 14 °C (57 °F).

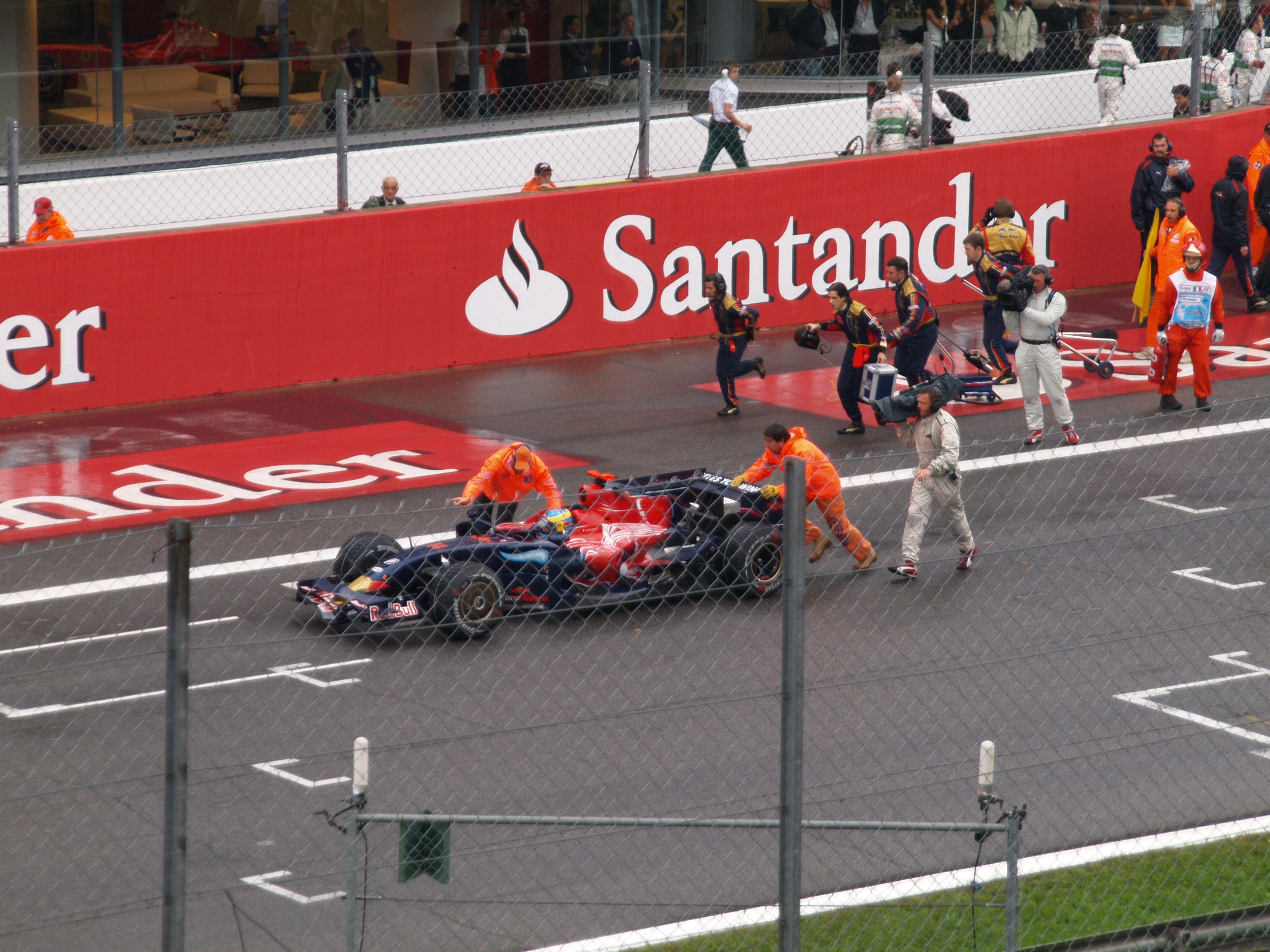
Sébastien Bourdais bleibt in der Startaufstellung stehen

Jenson Button und Nakajima starteten das Rennen aus der Boxengasse, ihre Teams beschlossen, ab dem Qualifying Anpassungen an den Einstellungen ihrer Autos vorzunehmen. Alle Autos waren mit Regenreifen ausgestattet. Das Rennen begann um 14:00 Uhr Ortszeit wegen des Regens hinter dem Safety-Car, was einen rollenden Start bedeutete. Bourdais' Auto blieb in der Startaufstellung stehen und wurde an die Box zurückgeschoben. Als sein Team das Auto wieder startete, lag er auf dem letzten Platz und hatte eine Runde Rückstand.

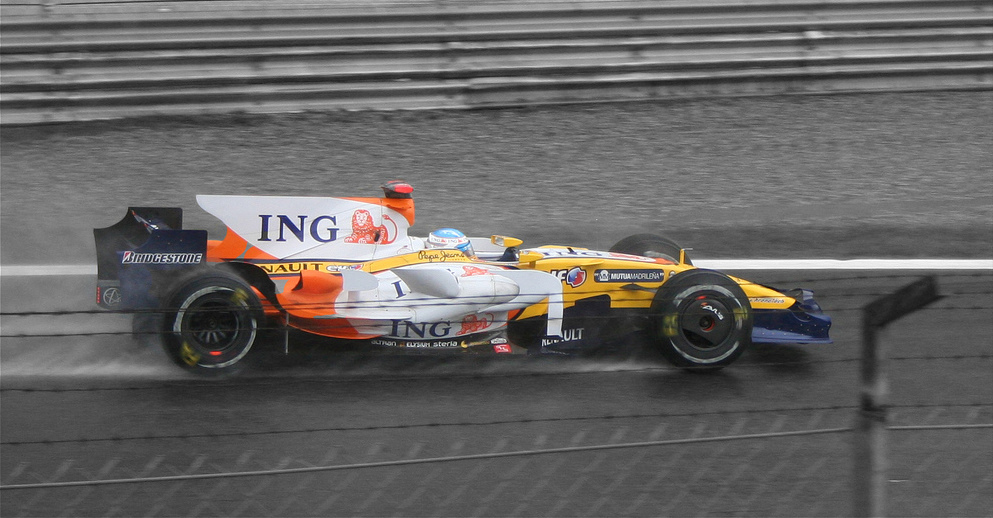
Fernando Alonso während des Rennens

Am Ende der zweiten Runde fuhr das Safety-Car in die Boxengasse. Vettel behielt seine Führung bis in die erste Kurve, gefolgt von Kovalainen, Webber, Rosberg und Massa. Kubica überholte Heidfeld in der ersten Schikane; Glock überholte Alonso später in der Runde. Vettel baute sofort einen Vorsprung von zwei Sekunden auf Kovalainen auf; Der McLaren-Fahrer hatte aufgrund der Gischt vom Heck des Toro Rosso Sichtprobleme. Alonso holte sich den siebten Platz von Glock zurück, als er ihn in der ersten Schikane in Runde vier überholte, als die Strecke zu trocknen begann. Räikkönen und Hamilton überholten Coulthard in derselben Runde und belegten den 12. bzw. 13. Platz. In der nächsten Runde versuchte Hamilton, Räikkönen in der dritten Kurve zu überholen, verbremste sich jedoch und schnitt die Schikane ab. Als er vor dem Ferrari auftauchte, gab er den Platz zurück, holte sich den Vorteil zurück und vermied eine Strafe. Glock drehte sich in Runde sieben und verlor einen Platz an Kubica.

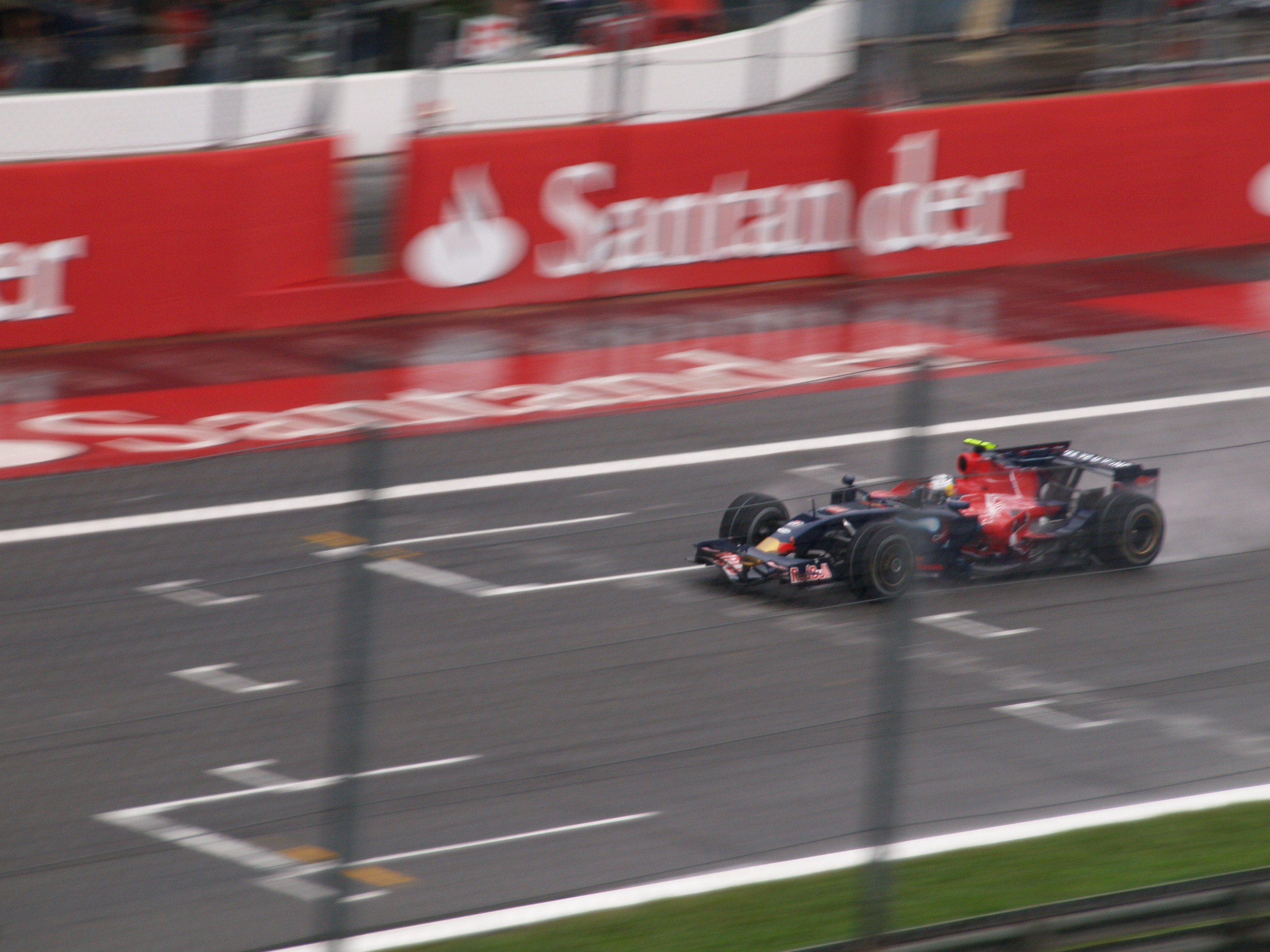
Sebastian Vettel wurde jüngster Formel-1-Rennsieger und brach den Rekord von Alonso aus 2003

Vettel baute seinen Vorsprung auf Kovalainen weiter aus; in Runde acht waren es 6,3 Sekunden. Sowohl Räikkönen als auch Hamilton überholten Fisichella in den nächsten beiden Runden in getrennten Manövern. Hamilton übernahm in Runde 11 den 11. Platz von Räikkönen und überholte den Ferrari in Kurve vier. Zwei Runden später kollidierte Fisichella mit Coulthard. Durch den Kontakt löste sich der Frontflügel des Force India und blieb unter dem Auto hängen. Infolgedessen verlor Fisichella in Kurve neun die Kontrolle, drehte sich ins Kiesbett und schied aus. Massa überholte Rosberg in derselben Runde als Vierter und begann einen engen Kampf, bei dem beide Fahrer in den nächsten drei Runden wiederholt die Positionen tauschten. In Runde 15 festigte Massa schließlich den vierten Platz. Hamilton überholte Heidfeld, Glock, Kubica und Alonso in getrennten Manövern und lag in Runde 19 auf dem siebten Platz.
Vettel kam in Runde 18 von der ersten Position aus an die Box. Kovalainen, Webber und Massa kamen vier Runden später an die Box. In Runde 26 begann es leicht zu regnen, der jedoch nur fünf Minuten anhielt. Glock, Trulli, Räikkönen und Hamilton absolvierten in den folgenden Runden ihre ersten Boxenstopps. Als Coulthard in Runde 28 an die Box kam, war er der erste Fahrer, der es mit Intermediate-Reifen für nasses Wetter probierte. Er verlor bei Nässe den Halt und fuhr direkt durch die erste Schikane. Alonso, Heidfeld, Kubica und Piquet jr. legten kurz darauf ihre einzigen Boxenstopps für das Rennen ein und wechselten alle auf Intermediate-Reifen. In Runde 36 fuhr der Großteil des Feldes auf Intermediate-Reifen. Webber wurde in Runde 35 in Kurve acht von Massa überholt. Der Australier drehte sich nach der Kurve, konnte aber den siebten Platz behalten. Eine Runde später überholte Hamilton jedoch Webber in Kurve drei und stufte den Red-Bull-Fahrer auf den achten Platz zurück.
Hamilton begann die schnellste Runde zu fahren und fuhr in Runde 38 eine Zeit von 1:32,869 Minuten, mehr als eine Sekunde schneller als der erstplatzierte Vettel. In Runde 45 fuhren drei Fahrer in Folge neue schnellste Runden; Kubicas 1:32,366 Minuten wurde von Webber mit 1:32,014 Minuten geschlagen. Sie wurden dann von Räikkönen abgelöst, der eine Zeit von 1:31,691 Minuten aufstellte. In Runde 49 versuchte Webber, Hamilton in der ersten Schikane zu überholen, aber die beiden Autos berührten sich. Webber wurde gezwungen, den Fluchtweg zu nehmen, und als er vor Hamilton auftauchte, nahm er die Position zurück. Räikkönen bewegte sich weiter durch das Feld; er überholte Coulthard und Piquet jr. in getrennten Manövern und belegte den neunten Platz. Nakajima versuchte, Coulthard in Kurve neun zu überholen, schaffte es jedoch nur, in den Red Bull RB4 einzubiegen und ihn ins Kiesbett zu schicken. Coulthard kam wegen eines neuen Frontflügels an die Box, wodurch er auf den 17. Platz zurückfiel.
Vettel überquerte die Ziellinie in Runde 53 mit 12,5 Sekunden Vorsprung auf Kovalainen und wurde damit der jüngste Fahrer in der Formel-1-Geschichte, der einen Grand Prix gewann. Die Ein-Stopp-Strategien von Kubica und Alonso zahlten sich aus und sie belegten den dritten bzw. vierten Platz. Heidfeld, Massa, Hamilton und Webber komplettierten die Top Acht. Räikkönen belegte den neunten Platz und fuhr in der letzten Runde die schnellste Rundenzeit von 1:28,047 Minuten.
Sowohl in der Fahrer- als auch Konstrukteurswertung blieben die ersten drei Positionen unverändert. 

## Meldeliste
| Team                      | Nr. | Fahrer               | Chassis           | Motor                | Reifen |
| ------------------------- | --- | -------------------- | ----------------- | -------------------- | ------ |
| Scuderia Ferrari Marlboro | 01  | Kimi Räikkönen       | Ferrari F2008     | Ferrari 2.4 V8       | B      |
| Scuderia Ferrari Marlboro | 02  | Felipe Massa         | Ferrari F2008     | Ferrari 2.4 V8       | B      |
| BMW Sauber F1 Team        | 03  | Nick Heidfeld        | BMW Sauber F1.08  | BMW 2.4 V8           | B      |
| BMW Sauber F1 Team        | 04  | Robert Kubica        | BMW Sauber F1.08  | BMW 2.4 V8           | B      |
| ING Renault F1 Team       | 05  | Fernando Alonso      | Renault R28       | Renault 2.4 V8       | B      |
| ING Renault F1 Team       | 06  | Nelson Piquet jr.    | Renault R28       | Renault 2.4 V8       | B      |
| AT&T Williams             | 07  | Nico Rosberg         | Williams FW30     | Toyota 2.4 V8        | B      |
| AT&T Williams             | 08  | Kazuki Nakajima      | Williams FW30     | Toyota 2.4 V8        | B      |
| Red Bull Racing           | 09  | ! David Coulthard    | Red Bull RB4      | Renault 2.4 V8       | B      |
| Red Bull Racing           | 10  | Mark Webber          | Red Bull RB4      | Renault 2.4 V8       | B      |
| Panasonic Toyota Racing   | 11  | Jarno Trulli         | Toyota TF108      | Toyota 2.4 V8        | B      |
| Panasonic Toyota Racing   | 12  | Timo Glock           | Toyota TF108      | Toyota 2.4 V8        | B      |
| Scuderia Toro Rosso       | 14  | Sébastien Bourdais   | Toro Rosso STR2B  | Ferrari 2.4 V8       | B      |
| Scuderia Toro Rosso       | 15  | Sebastian Vettel     | Toro Rosso STR2B  | Ferrari 2.4 V8       | B      |
| Honda Racing F1 Team      | 16  | Jenson Button        | Honda RA108       | Honda 2.4 V8         | B      |
| Honda Racing F1 Team      | 17  | Rubens Barrichello   | Honda RA108       | Honda 2.4 V8         | B      |
| Force India F1 Team       | 20  | Adrian Sutil         | Force India VJM01 | Ferrari 2.4 V8       | B      |
| Force India F1 Team       | 21  | Giancarlo Fisichella | Force India VJM01 | Ferrari 2.4 V8       | B      |
| Vodafone McLaren Mercedes | 22  | Lewis Hamilton       | McLaren MP4-23    | Mercedes-Benz 2.4 V8 | B      |
| Vodafone McLaren Mercedes | 23  | Heikki Kovalainen    | McLaren MP4-23    | Mercedes-Benz 2.4 V8 | B      |

Anmerkungen
1. ↑  McLaren-Mercedes fiel aufgrund einer Strafe infolge der Spionage-Affäre automatisch auf die letzte Position in der Teamrangliste

## Klassifikationen

### Qualifying
| Pos. | Fahrer               | Konstrukteur        | Q1       | Q2       | Q3       | Start |
| ---- | -------------------- | ------------------- | -------- | -------- | -------- | ----- |
| 01   | Sebastian Vettel     | Toro Rosso-Ferrari  | 1:35,464 | 1:35,837 | 1:37,555 | 01    |
| 02   | Heikki Kovalainen    | McLaren-Mercedes    | 1:35,214 | 1:35,843 | 1:37,631 | 02    |
| 03   | Mark Webber          | Red Bull-Renault    | 1:36,001 | 1:36,306 | 1:38,117 | 03    |
| 04   | Sébastien Bourdais   | Toro Rosso-Ferrari  | 1:35,543 | 1:36,175 | 1:38,445 | 04    |
| 05   | Nico Rosberg         | Williams-Toyota     | 1:35,485 | 1:35,898 | 1:38,767 | 05    |
| 06   | Felipe Massa         | Ferrari             | 1:35,536 | 1:36,676 | 1:38,894 | 06    |
| 07   | Jarno Trulli         | Toyota              | 1:35,906 | 1:36,008 | 1:39,152 | 07    |
| 08   | Fernando Alonso      | Renault             | 1:36,297 | 1:36,518 | 1:39,751 | 08    |
| 09   | Timo Glock           | Toyota              | 1:35,737 | 1:36,525 | 1:39,787 | 09    |
| 10   | Nick Heidfeld        | BMW Sauber          | 1:35,709 | 1:36,626 | 1:39,906 | 10    |
| 11   | Robert Kubica        | BMW Sauber          | 1:35,553 | 1:36,697 | –        | 11    |
| 12   | Giancarlo Fisichella | Force India-Ferrari | 1:36,280 | 1:36,698 | –        | 12    |
| 13   | David Coulthard      | Red Bull-Renault    | 1:36,485 | 1:37,284 | –        | 13    |
| 14   | Kimi Räikkönen       | Ferrari             | 1:35,965 | 1:37,522 | –        | 14    |
| 15   | Lewis Hamilton       | McLaren-Mercedes    | 1:35,394 | 1:39,265 | –        | 15    |
| 16   | Rubens Barrichello   | Honda               | 1:36,510 | –        | –        | 16    |
| 17   | Nelson Piquet jr.    | Renault             | 1:36,630 | –        | –        | 17    |
| 18   | Kazuki Nakajima      | Williams-Toyota     | 1:36,653 | –        | –        | 18    |
| 19   | Jenson Button        | Honda               | 1:37,006 | –        | –        | 19    |
| 20   | Adrian Sutil         | Force India-Ferrari | 1:37,417 | –        | –        | 20    |

### Rennen
| Pos. | Fahrer               | Konstrukteur        | Runden | Stopps | Zeit        | Start | Schnellste Runde |
| ---- | -------------------- | ------------------- | ------ | ------ | ----------- | ----- | ---------------- |
| 01   | Sebastian Vettel     | Toro Rosso-Ferrari  | 53     | 2      | 1:26:47,494 | 01    | 1:30,510 (53.)   |
| 02   | Heikki Kovalainen    | McLaren-Mercedes    | 53     | 2      | + 12,512    | 02    | 1:30,300 (53.)   |
| 03   | Robert Kubica        | BMW Sauber          | 53     | 1      | + 20,471    | 11    | 1:30,298 (52.)   |
| 04   | Fernando Alonso      | Renault             | 53     | 1      | + 23,903    | 08    | 1:29,961 (51.)   |
| 05   | Nick Heidfeld        | BMW Sauber          | 53     | 1      | + 27,748    | 10    | 1:29,807 (53.)   |
| 06   | Felipe Massa         | Ferrari             | 53     | 2      | + 28,816    | 06    | 1:29,696 (52.)   |
| 07   | Lewis Hamilton       | McLaren-Mercedes    | 53     | 2      | + 29,912    | 15    | 1:29,721 (52.)   |
| 08   | Mark Webber          | Red Bull-Renault    | 53     | 2      | + 32,048    | 03    | 1:29,681 (52.)   |
| 09   | Kimi Räikkönen       | Ferrari             | 53     | 2      | + 39,468    | 14    | 1:28,047 (53.)   |
| 10   | Nelson Piquet jr.    | Renault             | 53     | 1      | + 54,445    | 17    | 1:30,918 (53.)   |
| 11   | Timo Glock           | Toyota              | 53     | 2      | + 58,888    | 09    | 1:29,948 (53.)   |
| 12   | Kazuki Nakajima      | Williams-Toyota     | 53     | 1      | + 1:02,015  | 18    | 1:30,215 (53.)   |
| 13   | Jarno Trulli         | Toyota              | 53     | 2      | + 1:05.954  | 07    | 1:30,853 (52.)   |
| 14   | Nico Rosberg         | Williams-Toyota     | 53     | 2      | + 1:08,635  | 05    | 1:30,019 (53.)   |
| 15   | Jenson Button        | Honda               | 53     | 2      | + 1:13,370  | 19    | 1:29,827 (52.)   |
| 16   | David Coulthard      | Red Bull-Renault    | 52     | 2      | + 1 Runde   | 13    | 1:32,459 (49.)   |
| 17   | Rubens Barrichello   | Honda               | 52     | 2      | + 1 Runde   | 16    | 1:33,918 (42.)   |
| 18   | Sébastien Bourdais   | Toro Rosso-Ferrari  | 52     | 2      | + 1 Runde   | 04    | 1:29,258 (52.)   |
| 19   | Adrian Sutil         | Force India-Ferrari | 51     | 3      | + 2 Runden  | 20    | 1:33,458 (51.)   |
| –    | Giancarlo Fisichella | Force India-Ferrari | 11     | 0      | DNF         | 12    | 1:37,304 (06.)   |

## WM-Stände nach dem Rennen
Die ersten acht des Rennens bekamen 10, 8, 6, 5, 4, 3, 2 bzw. 1 Punkt(e).

### Fahrerwertung
| Pos. | Fahrer            | Konstrukteur       | Punkte |
| ---- | ----------------- | ------------------ | ------ |
| 01   | Lewis Hamilton    | McLaren-Mercedes   | 78     |
| 02   | Felipe Massa      | Ferrari            | 77     |
| 03   | Robert Kubica     | BMW Sauber         | 64     |
| 04   | Kimi Räikkönen    | Ferrari            | 57     |
| 05   | Nick Heidfeld     | BMW Sauber         | 53     |
| 06   | Heikki Kovalainen | McLaren-Mercedes   | 51     |
| 07   | Fernando Alonso   | Renault            | 28     |
| 08   | Jarno Trulli      | Toyota             | 26     |
| 09   | Sebastian Vettel  | Toro Rosso-Ferrari | 23     |
| 10   | Mark Webber       | Red Bull-Renault   | 20     |
| 11   | Timo Glock        | Toyota             | 15     |

| Pos. | Fahrer               | Konstrukteur        | Punkte |
| ---- | -------------------- | ------------------- | ------ |
| 12   | Nelson Piquet jr.    | Renault             | 13     |
| 13   | Rubens Barrichello   | Honda               | 11     |
| 14   | Nico Rosberg         | Williams-Toyota     | 9      |
| 15   | Kazuki Nakajima      | Williams-Toyota     | 8      |
| 16   | David Coulthard      | Red Bull-Renault    | 6      |
| 17   | Sébastien Bourdais   | Toro Rosso-Ferrari  | 4      |
| 18   | Jenson Button        | Honda               | 3      |
| 19   | Giancarlo Fisichella | Force India-Ferrari | 0      |
| 20   | Adrian Sutil         | Force India-Ferrari | 0      |
| 21   | Takuma Satō          | Super Aguri-Honda   | 0      |
| 22   | Anthony Davidson     | Super Aguri-Honda   | 0      |

### Konstrukteurswertung
| Pos. | Konstrukteur       | Punkte |
| ---- | ------------------ | ------ |
| 01   | Ferrari            | 134    |
| 02   | McLaren Mercedes   | 129    |
| 03   | BMW Sauber         | 117    |
| 04   | Toyota             | 41     |
| 05   | Renault            | 41     |
| 06   | Toro Rosso-Ferrari | 27     |

| Pos. | Konstrukteur        | Punkte |
| ---- | ------------------- | ------ |
| 07   | Red Bull-Renault    | 26     |
| 08   | Williams-Toyota     | 17     |
| 09   | Honda               | 14     |
| 10   | Force India-Ferrari | 0      |
| 11   | Super Aguri-Honda   | 0      |